# Deuteraphorura closanica
Deuteraphorura closanica is een springstaartensoort uit de familie van de Onychiuridae. De wetenschappelijke naam van de soort is voor het eerst geldig gepubliceerd in 1965 door Gruia.